# Cauchy–Riemann-egyenletek
A matematikai analízisben Cauchy–Riemann-egyenleteknek az
{\displaystyle {\begin{matrix}{\frac {\partial u}{\partial x}}={\frac {\partial v}{\partial y}}\\{\frac {\partial u}{\partial y}}=-{\frac {\partial v}{\partial x}}\end{matrix}}}
egyenleteket nevezzük, ahol u(x,y) és v(x,y) nyílt halmazon értelmezett, R-be képező parciálisan differenciálható kétváltozós valós függvények.
A C–R-egyenletek jelentőségére Riemann mutatott rá, amikor igazolta, hogy egy f = u + iv komplex függvény akkor és csak akkor differenciálható komplex módon egy z = x + i y pontban, ha
1. f totálisan differenciálható az (x,y) pontban mint kétváltozós függvény és
2. az u, v komponensfüggvények teljesítik a C–R-egyenleteket az (x,y) pontban.

## Geometriai kényszer
Az f:C {\displaystyle \rightarrow } C holomorf függvény esetén f = f1 + if2 komplex differenciálhatósága a z = x + i y pontban a
{\displaystyle f'(z)=\lim _{w\rightarrow 0}{\frac {f(z+w)-f(z)}{w}}\in \mathbf {C} }
komplex határérték létezését (a komplex derivált létezését) jelenti. Az f = f1 + i f2 komplex függvény felfogható f=(f1,f2 ): R2 {\displaystyle \rightarrow } R2 függvényeknek is. A kérdés, hogy az f kétváltozós függvény
{\displaystyle Df(x,y)={\begin{pmatrix}{\cfrac {\partial f_{1}(x,y)}{\partial x}}&{\cfrac {\partial f_{1}(x,y)}{\partial y}}\\{\cfrac {\partial f_{2}(x,y)}{\partial x}}&{\cfrac {\partial f_{2}(x,y)}{\partial y}}\end{pmatrix}}}
Jacobi-mátrixának (deriválttenzorának) létezése milyen kapcsolatban van az f ' (z) komplex derivált létezésével.
Df(x,y) egy, a valós test feletti R2 {\displaystyle \rightarrow } R2 lineáris leképezés. Egy ilyen, valós test feletti, A lineáris operátor pontosan akkor komplex test feletti lineáris operátor, ha minden (x,y) vektorra {\displaystyle {\textbf {A}}{\Big (}i\cdot (x,y){\Big )}=i\cdot {\textbf {A}}{\Big (}(x,y){\Big )}} . Lineáris leképezés révén ezt a feltételt elegendő a két szokásos bázisvektorra felírni: (1,0) ∈ R2-re és (0,1) ∈ R2-re. Már csak azt kell felhasználnunk, hogy az i-vel való szorzás R2-ben megfelel az {\displaystyle {\textbf {M}}={\begin{pmatrix}0&-1\\1&0\end{pmatrix}}} mátrixszal való szorzásnak. Tehát a fenti feltétel ekvivalens az {\displaystyle {\textbf {A}}{\textbf {M}}={\textbf {M}}{\textbf {A}}} egyenlőséggel.
A Jacobi-mátrixra alkalmazva ezt az egyenlőséget pont a C–R-egyenleteket kapjuk.

## A komplex derivált kiszámítása
Az eredményhez a komplex derivált definíciójából is eljuthatunk, ha mindkét tengely irányából közelítve adjuk meg a derivált értékét. Legyen
f(z) = u(x, y) + i v(x, y)
és komplex differenciálható z-ben. Ekkor
| {\displaystyle f'(z)\,} | {\displaystyle =\lim _{w\rightarrow 0}{f(z+w)-f(z) \over w}}                                                      |
|                         | {\displaystyle =\lim _{w\rightarrow 0}{u(x+w,y)+iv(x+w,y)-[u(x,y)+iv(x,y)] \over w}}                              |
|                         | {\displaystyle =\lim _{w\rightarrow 0}{[u(x+w,y)-u(x,y)]+i[v(x+w,y)-v(x,y)] \over w}}                             |
|                         | {\displaystyle =\lim _{w\rightarrow 0}{\left[{\frac {u(x+w,y)-u(x,y)}{w}}+i{\frac {v(x+w,y)-v(x,y)}{w}}\right]}.} |
Kifejeztük tehát a deriváltat a parciális deriváltakkal:
{\displaystyle f'(z)={\partial u \over \partial x}+i{\partial v \over \partial x}.}
Hasonlóképpen:
{\displaystyle f'(z)={\partial v \over \partial y}-i{\partial u \over \partial y}.}
A két irányból kapott értékeknek meg kell egyezniük, így
{\displaystyle {\partial u \over \partial x}+i{\partial v \over \partial x}={\partial v \over \partial y}-i{\partial u \over \partial y}.}
Két komplex szám pedig akkor és csak akkor egyenlő, ha valós és imaginárius részeik rendre egyenlők:
{\displaystyle {\partial u \over \partial x}={\partial v \over \partial y}}
{\displaystyle {\partial u \over \partial y}=-{\partial v \over \partial x}.}